# 飛行教育航空隊
飛行教育航空隊（ひこうきょういくこうくうたい 英称：Fighter Training Group）は、航空自衛隊航空教育集団隷下の教育飛行部隊である。新田原基地に所在する。

## 概要
「F-15機種転換操縦課程(操縦者教育)」と「戦闘機操縦課程」に基づく訓練を主任務とする。
2000年（平成12年）10月6日、F-15JおよびF-15DJを装備し「F-15機種転換操縦課程」と「対領空侵犯措置任務」を行っていた第5航空団第202飛行隊が廃止され、航空教育集団隷下の飛行教育航空隊として再編された。第202飛行隊が行ってきた搭乗員養成や整備要員の育成の任務を引き継いでいる。飛行教育航空隊は隊本部及び第23飛行隊（だい23ひこうたい、23rd Fighter Training Squadron）、整備隊から構成されている。
第23飛行隊の部隊マークは、都井岬に生息する国の天然記念物に指定されている野生馬に部隊の23をあしらった図柄。
なお、航空機整備は第5航空団・整備補給群に委託している。

## 沿革
- 1999年（平成11年）8月3日：新田原基地において航空教育集団隷下部隊として臨時飛行教育航空隊編成。
- 2000年（平成12年）10月6日：飛行教育航空隊に改編。

## 部隊編成
- 隊本部
- 第23飛行隊
- 整備隊

## 主要幹部
| 官職名             | 階級    | 氏名   | 補職発令日     | 前職                |
| ------------------ | ------- | ------ | -------------- | ------------------- |
| 飛行教育航空隊司令 | 1等空佐 | 丸山潔 | 2023年12月15日 | 第1航空団飛行群司令 |

| 代 | 氏名     | 在職期間                        | 前職                                              | 後職                                              |
| -- | -------- | ------------------------------- | ------------------------------------------------- | ------------------------------------------------- |
| 01 | 城川義昭 | 2000年10月06日 - 2000年11月30日 | 臨時飛行教育航空隊司令                            | 技術研究本部岐阜試験場長                          |
| 02 | 西垣義治 | 2000年12月01日 - 2003年07月31日 | 航空自衛隊幹部学校勤務                            | 航空自衛隊幹部候補生学校付 →2003年9月3日 定年退職 |
| 03 | 宮沢康朝 | 2003年08月01日 - 2004年07月31日 | 中部航空方面隊司令部防衛部長                      | 中部航空方面隊司令部幕僚長                        |
| 04 | 野口盛隆 | 2004年08月01日 - 2007年08月31日 | 第2航空団飛行群司令                               | 第3輸送航空隊司令 兼 美保基地司令                 |
| 05 | 今瀬信之 | 2007年09月01日 - 2009年07月20日 | 航空幕僚監部防衛部防衛課 編成班長                 | 統合幕僚監部運用部運用第1課長                     |
| 06 | 椙村恭士 | 2009年07月21日 - 2010年07月25日 | 航空幕僚監部人事教育部人事計画課 養成班長         | 航空幕僚監部人事教育部 人事計画課長               |
| 07 | 髙橋豊   | 2010年07月26日 - 2011年08月04日 | 航空幕僚監部運用支援・情報部 運用支援課訓練調整官 | 第8航空団飛行群司令                               |
| 08 | 小袋長武 | 2011年08月05日 - 2013年03月31日 | 統合幕僚監部運用部運用第2課 運用調整官            | 航空幕僚監部監察官                                |
| 09 | 山口英章 | 2013年04月01日 - 2014年07月31日 | 航空幕僚監部人事教育部人事計画課 募集班長         | 自衛隊埼玉地方協力本部長                          |
| 10 | 須田浩   | 2014年08月01日 - 2017年08月26日 | 第1航空団飛行群司令                               | 第2航空団副司令                                   |
| 11 | 植森治   | 2017年08月27日 - 2020年01月12日 | 航空幕僚監部総務部総務課広報室長                  | 北部航空方面隊司令部監理監察官                    |
| 12 | 髙口拓二 | 2020年01月13日 - 2022年03月17日 | 第3航空団飛行群司令                               | 警戒航空団飛行警戒監視群司令                      |
| 13 | 小川直樹 | 2022年03月18日 - 2023年12月14日 | 第13飛行教育団飛行教育群司令                      | 航空自衛隊第4術科学校付                           |
| 14 | 丸山潔   | 2023年12月15日 -                | 第1航空団飛行群司令                               |                                                   |

## 歴代運用機
- 練習機
  - F-15J/DJ（2000年～）

- 連絡機
  - T-4（2000年～）